# Jack (héros)
Pour les articles homonymes, voir Jack.

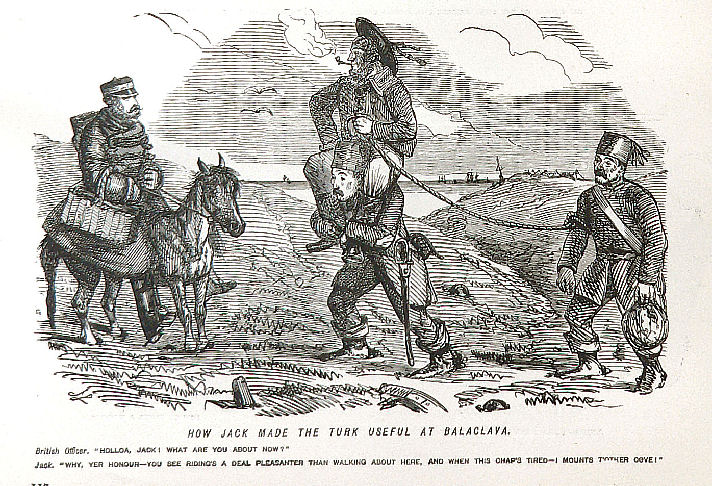
« Comment Jack a rendu le Turc utile à Balaklava ». Caricature publiée à l'époque de la guerre de Crimée (1853-1856). Au centre, Jack se tient sur les épaules d'un soldat ottoman tout en tenant en laisse un autre soldat ottoman. Les trois font face à un soldat français assis sur un cheval. Les soldats ottomans étant tenus en piètre estime par les Français et les Britanniques, il ne pouvaient donc servir qu'à transporter Jack.

Jack est un archétype qui apparaît souvent sous la forme d'un jeune adulte en tant que héros et personnage type dans les légendes, les contes de fée et les chansons enfantines des Corniques et des Anglais. Au contraire des héros moralisateurs, il est souvent dépeint comme un fou ou un paresseux qui, grâce à des astuces et des tours, parvient à atteindre ses objectifs. Pour cette raison, il est comparé à un fripon.
C'est l'un des principaux personnages de Jack et le Haricot magique et Jack le tueur de géants ; il apparaît aussi sous les traits de Jack Frost. Ces héros partagent des traits communs. Le concept de « Jack » se retrouve aussi dans le héros anglais John, le héros allemand Jean le Chanceux et le héros russe Iván.
Des contes d'une culture établie dans les Appalaches, en Amérique du Nord, mettent aussi en vedette Jack,. Le folkloriste américain Richard Chase a rassemblé dans son livre The Jack Tales plusieurs contes des Appalaches tels que racontés par les descendants de Council Harmon, dont son grand-père Cutliff Harmon serait l'un des premiers à avoir popularisé les contes de Jack en Amérique du Nord,. Selon le folkloriste américain Herbert Halpert, les contes et les chansons des Appalaches sont transmis oralement et leurs origines remontent à l'Angleterre. Par exemple, le conte anglais indique un roi ou un noble, alors que le conte des Appalaches équivalent pourrait mentionner un shérif. Quelques histoires mettent en vedette Will et Tom, les frères de Jack. Quelques contes tirent leur origine du folklore allemand.